# Сан-Фернандо-де-Монте-Крісті
Сан-Фернандо-де-Монте-Крісті, (англ. San Fernando de Monte Cristi) також відомий як Монте-Крісті — столиця провінції Монте-Крісті в Домініканській Республіці. Розташоване на північному заході країни в прибережній зоні над кордоном з Гаїті.
Місто було в авангарді багатьох досягнень, включаючи перший акведук, першу залізницю та телефон на острові. У 1895 році це було місце підписання Маніфесту Монтекрісті Максимо Гомесом і Хосе Марті в будинку Гомесів на вулиці Мелла. Вони відпливли з пляжу «Ла Гранха», також у Монтекрісті, на Кубу, щоб боротися за її незалежність.

## Історія

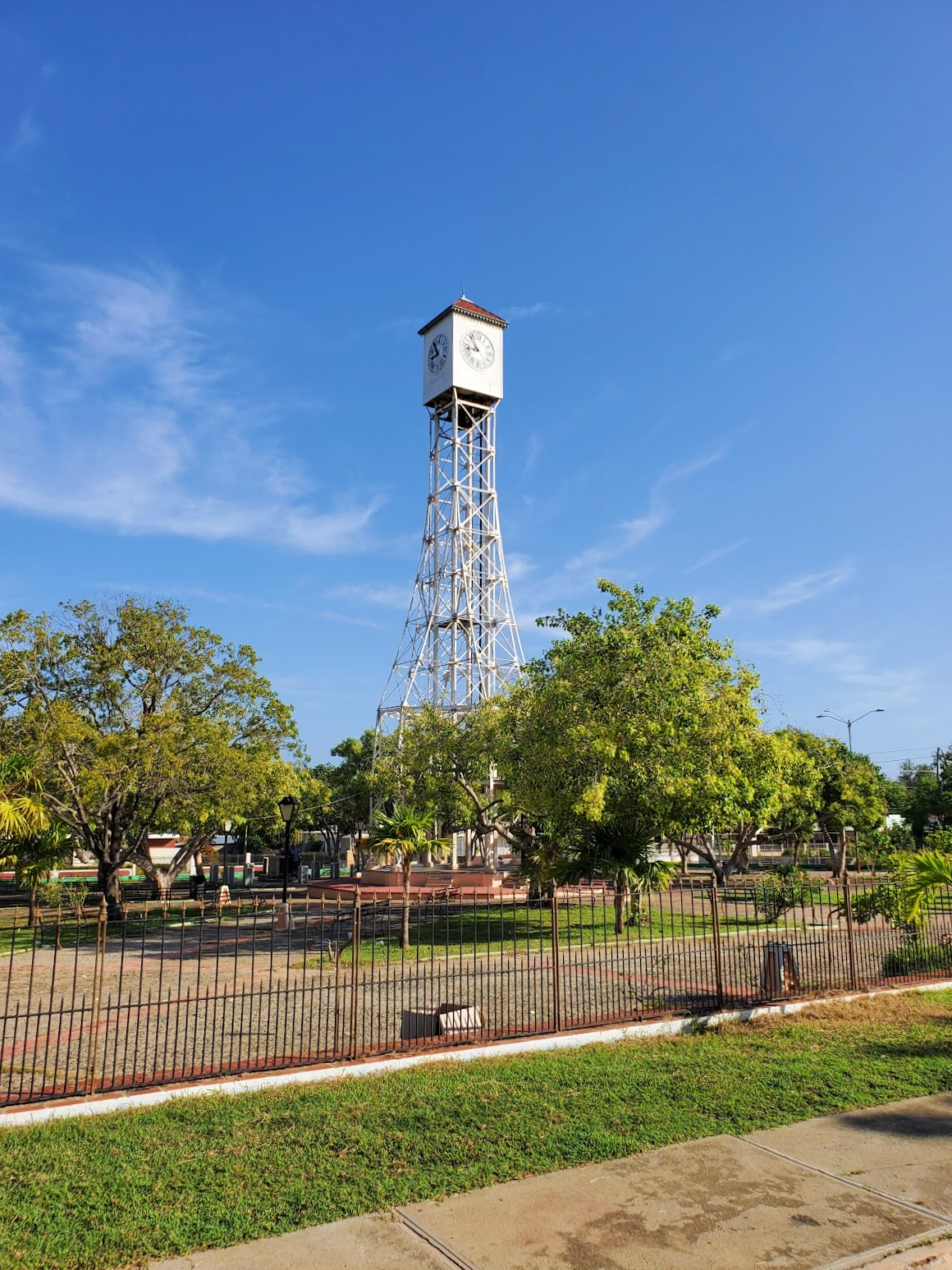
Годинникова вежа Монте-Крісті, Домініканська Республіка в центрі міста.

Монте-Крісті було офіційно засновано Ніколасом де Овандо в 1506 році і населений в 1533 році Хуаном де Боланьосом і 63 сім'ями з Канарських островів. Існування корисних копалин стало стимулом до збільшення іспанських поселень. Через багато років, у 1545 році, ще один сімейний контингент приєднався та розширив місто. Сільське господарство та скотарство були двома основними видами діяльності цих перших поселенців Монтекрісті. Попри те, що це місто було розташоване посеред двох сіл, де вирощували цукрову тростину, таких як Пуерто-Плата та Пуерто-Реал, ця діяльність не мала жодного значення для Монтекрісті.

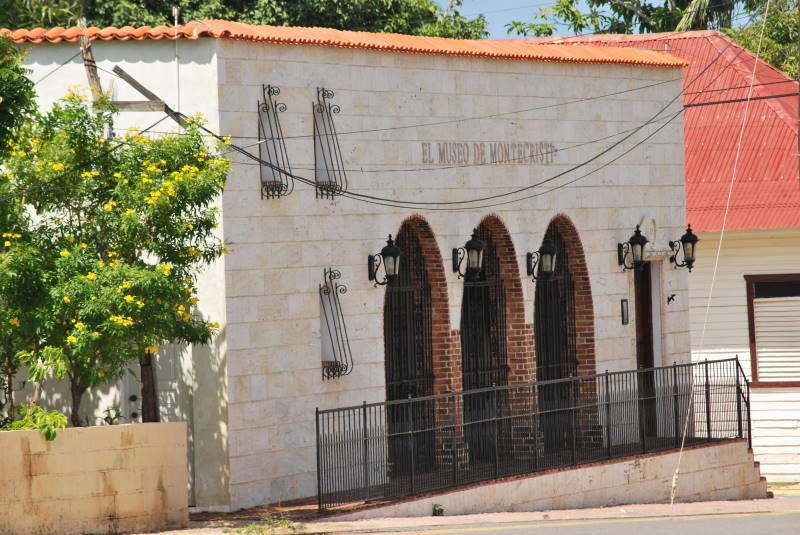
Міський музей Монтекрісті.

У 17 столітті Монте-Крісті було осередком піратської діяльності в Карибському морі. У 1756 році місто стало процвітаючим торговим центром, до початку XX ст. Ближче до 1740 року острів Санто-Домінго зазнав істотних змін. У західній частині острова французи заснували окрему колонію. Це означало початок процесу розвитку іспанської колонії, яка залишалася поза торговими потоками трохи більше століття.
У цьому ключі іспанська влада розпочала близько 1684 року програму поселення сімей канарського походження, за допомогою яких вони поступово знову заселили певні місця, які вважалися стратегічними для стримування наступу Франції на острів. Одним з них був Монте-Крісті, і його нове заснування почалося в 1751 році. З цієї нагоди вони думали не тільки про зручність встановлення живого кордону, а й про те, щоб скористатися перевагами порту для розвитку міжнародної торгівлі.

## Клімат
Монте-Крісті має жаркий напівпосушливий клімат (Köppen: BSh) з яскраво вираженим сухим сезоном влітку та вологим сезоном взимку. Середня температура 26,5 °C (80 °F) і середньорічна кількість опадів 650 міліметрів. Середнє випаровування становить 1800 міліметрів. Найбільше опадів у східній частині парку, де вітри стикаються з Північним хребтом і викидають свої води. Те ж саме стосується і району Мансанільо. Такі самі вітри вдарили по Центральній Кордильєрі та її продовженню, Північному масиву на Гаїті. Ефект відчувається головним чином у передгір'ях поблизу Лома-де-Кабрера та Дахабон, і меншою мірою в Мансанільо.

Урагани і тропічні шторми мало впливають на район Монте-Крісті; однак вони можуть спричинити посилення дощів і повені в річці Яке-дель-Норте, яка приносить осад, що впливає на рифи в цьому районі. Взимку деякі холодні фронти приходять з Північної Америки з низькими температурами та сильними північними вітрами. Також часто трапляється, що холодні течії, що спускаються з дна Арктичного моря, виникають, коли вони стикаються з шельфом острова.
| Клімат Монте-Крісті (1971-2000) | Клімат Монте-Крісті (1971-2000) | Клімат Монте-Крісті (1971-2000) | Клімат Монте-Крісті (1971-2000) | Клімат Монте-Крісті (1971-2000) | Клімат Монте-Крісті (1971-2000) | Клімат Монте-Крісті (1971-2000) | Клімат Монте-Крісті (1971-2000) | Клімат Монте-Крісті (1971-2000) | Клімат Монте-Крісті (1971-2000) | Клімат Монте-Крісті (1971-2000) | Клімат Монте-Крісті (1971-2000) | Клімат Монте-Крісті (1971-2000) | Клімат Монте-Крісті (1971-2000) |
| Показник                        | Січ.                            | Лют.                            | Бер.                            | Квіт.                           | Трав.                           | Черв.                           | Лип.                            | Серп.                           | Вер.                            | Жовт.                           | Лист.                           | Груд.                           | Рік                             |
| Абсолютний максимум, °C         | 34,2                            | 35,5                            | 34,8                            | 34,2                            | 36,0                            | 37,3                            | 37,3                            | 38,0                            | 38,4                            | 36,6                            | 35,7                            | 34,5                            | 38,4                            |
| Середній максимум, °C           | 29,4                            | 29,5                            | 30,2                            | 30,5                            | 31,7                            | 33,3                            | 33,6                            | 33,7                            | 33,4                            | 32,7                            | 31,1                            | 29,7                            |                                 |
| Середня температура, °C         | 24,2                            | 24,4                            | 25,0                            | 25,7                            | 26,8                            | 28,1                            | 28,3                            | 28,3                            | 28,0                            | 27,4                            | 26,1                            | 24,6                            |                                 |
| Середній мінімум, °C            | 19,0                            | 19,4                            | 20,0                            | 20,9                            | 22,0                            | 22,9                            | 23,0                            | 23,0                            | 22,7                            | 22,2                            | 21,1                            | 19,5                            |                                 |
| Абсолютний мінімум, °C          | 14,5                            | 15,0                            | 14,7                            | 16,2                            | 17,0                            | 19,0                            | 20,0                            | 19,8                            | 18,0                            | 18,0                            | 16,2                            | 14,0                            | 14,0                            |
| Днів з дощем                    | 4,7                             | 4,3                             | 3,9                             | 5,5                             | 5,7                             | 2,9                             | 1,8                             | 2,7                             | 3,6                             | 5,5                             | 5,6                             | 5,9                             |                                 |
| Вологість повітря, %            | 79.1                            | 77.8                            | 76.9                            | 77.2                            | 78.5                            | 75.4                            | 73.1                            | 73.8                            | 75.1                            | 76.7                            | 77.3                            | 78.9                            |                                 |
| ------------------------------- | ------------------------------- | ------------------------------- | ------------------------------- | ------------------------------- | ------------------------------- | ------------------------------- | ------------------------------- | ------------------------------- | ------------------------------- | ------------------------------- | ------------------------------- | ------------------------------- | ------------------------------- |

## Аеропорт
Аеропорт Освальдо Вірджил — аеропорт у Домініканській Республіці. Обслуговує місто та провінцію Монте-Крісті на півночі країни. Довгий час він не працював і був зданий в експлуатацію у 2007 році після реконструкції DA (Департамент аеропорту). Його назвали на честь Освальдо Вірджила, першого домініканського бейсболіста у Вищій лізі, народженого у Монте-Крісті. Його шосе та інфраструктура були побудовані під керівництвом інженера Монтекрістеньо Мануеля Ісідора.

## Культура
Серед традицій провінції особливо виділяються свята покровителя Сан-Фернандо, які відзначаються щороку 30 травня релігійними актами, а також спортивними заходами, танцями, бігами в мішках, турніром з риболовлі тощо.
Також святкування дня Сан-Хуан Баутіста 24 червня та Карнавал биків, заходи, які є дуже багатолюдними. Одним із головних культурних надбань є перша піраміда територіального поділу між Домініканською Республікою та Гаїті.